# Mallochohelea australiensis
Mallochohelea australiensis är en tvåvingeart som först beskrevs av Lee 1948.  Mallochohelea australiensis ingår i släktet Mallochohelea och familjen svidknott. Inga underarter finns listade i Catalogue of Life.